# Homochrominae
 Homochrominae  Benth. & Hook. f., 1873  è una sottotribù di piante angiosperme dicotiledoni della famiglia delle Asteraceae (sottofamiglia Asteroideae e tribù Astereae/clade Basal grade).

## Etimologia
Il nome di questo gruppo deriva da due parole greche: "omo" (= uno, lo stesso, uniforme) e "chromus" (= colorato). Significa quindi "colore uniforme" e probabilmente fa riferimento ad un particolare carattere di questo gruppo di piante. Il nome è derivato inizialmente dal genere Homochroma DC., 1836 le cui specie in precedenza (1829) sono state descritte dal botanico Alexandre Henri Gabriel de Cassini nel genere Zyrphelis (di conseguenza Homochroma è un sinonimo di Zyrphelis).
Il nome scientifico della sottotribù è stato definito per la prima volta dai botanici inglesi George Bentham (1800-1884) e Joseph Dalton Hooker (1817-1911) nella pubblicazione "Genera Plantarum ad exemplaria imprimis in herbariis Kewensibus - 2: 165, 174. 1873 " del 1873 .

## Descrizione

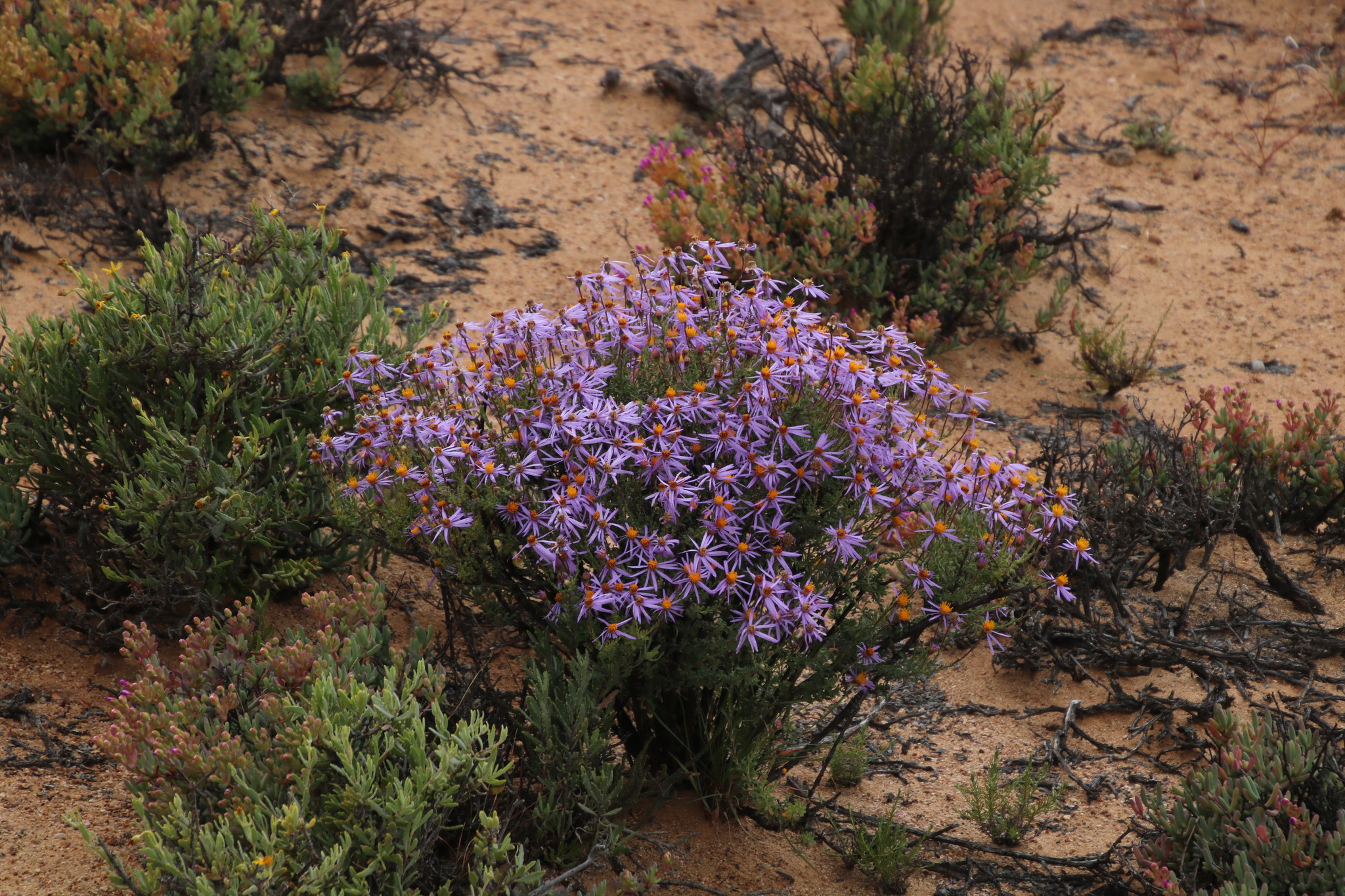
Il portamento
Felicia brevifolia

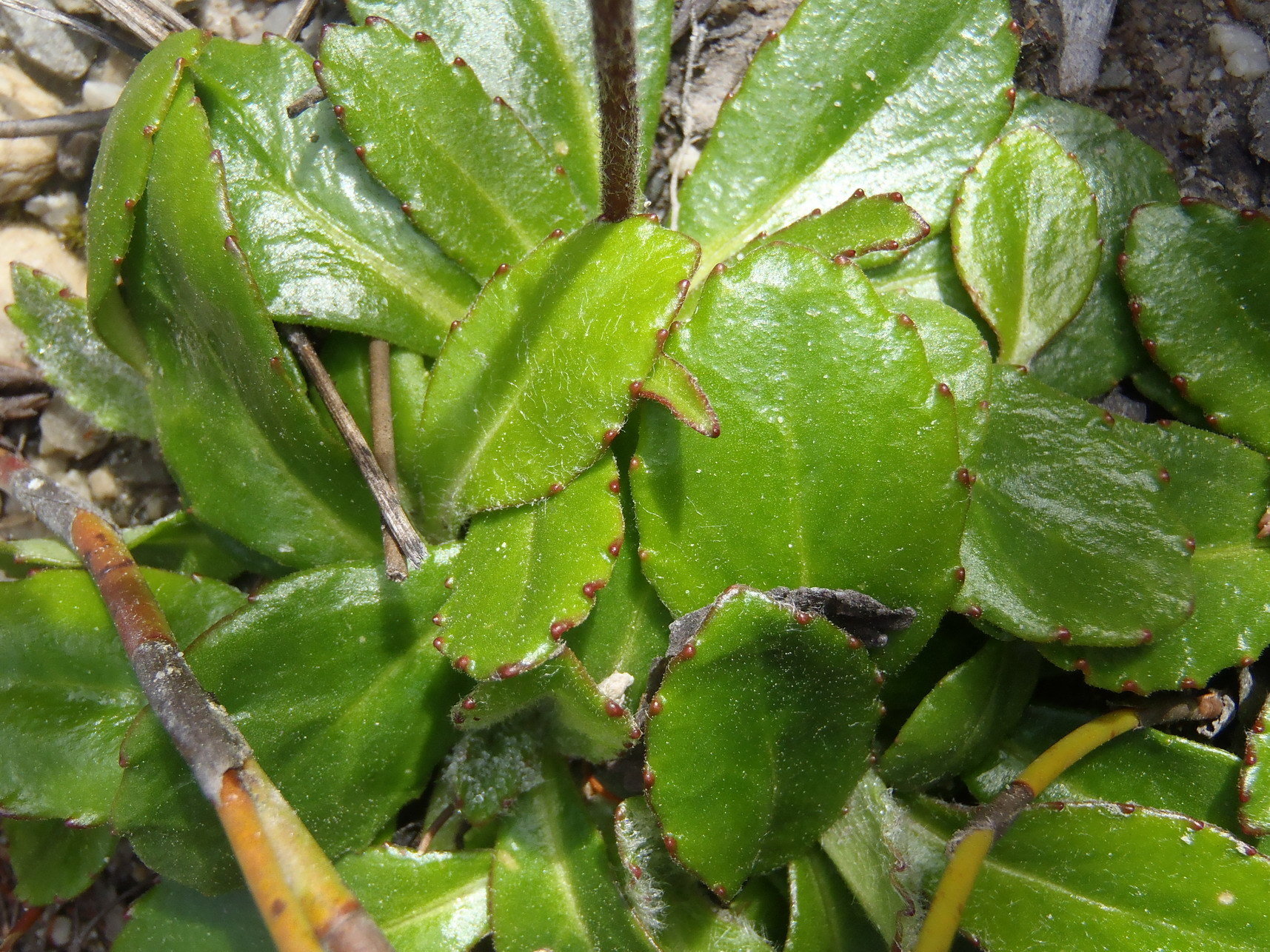
Le foglie
Zyrphelis crenata

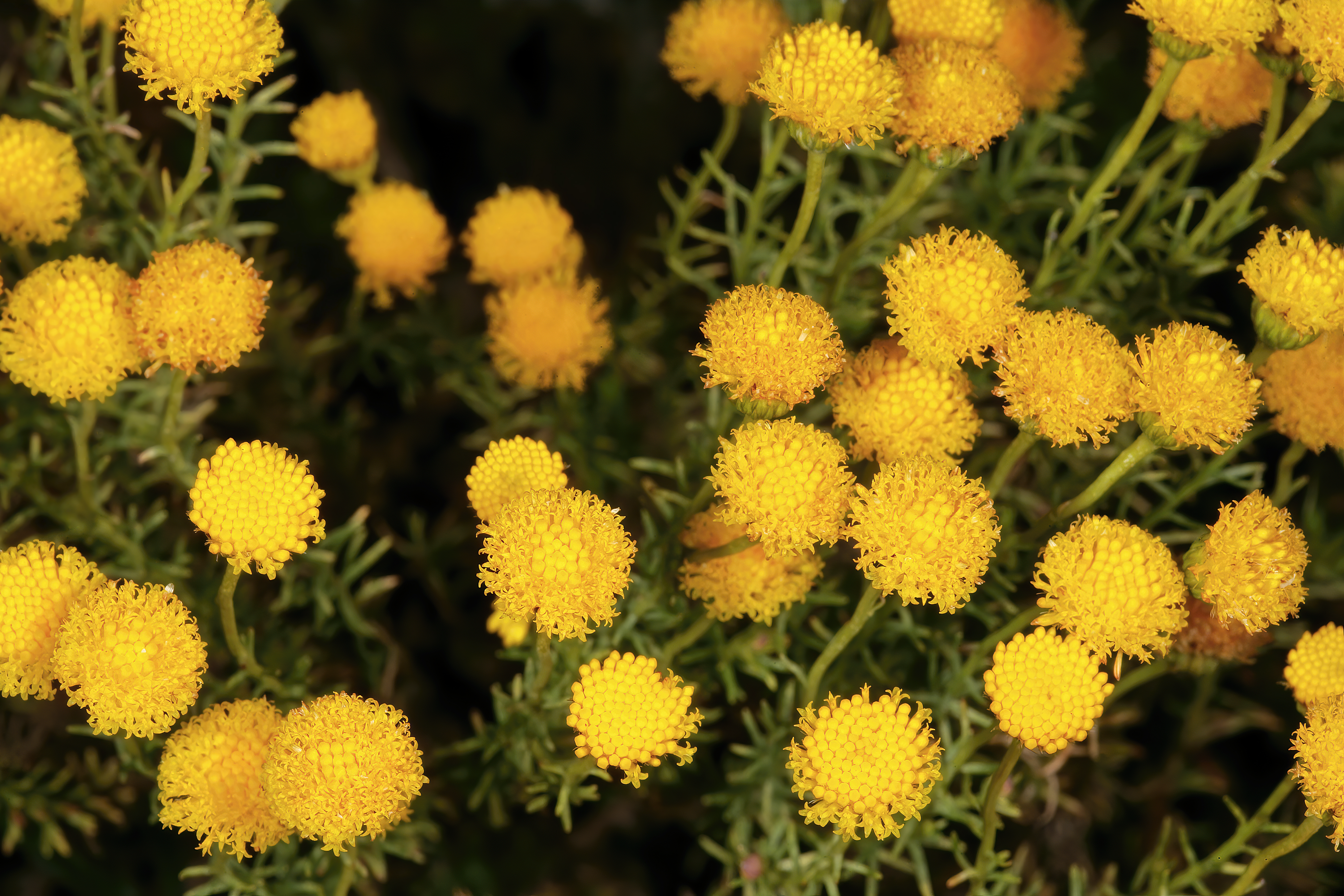
Infiorescenza
Chrysocoma ciliata

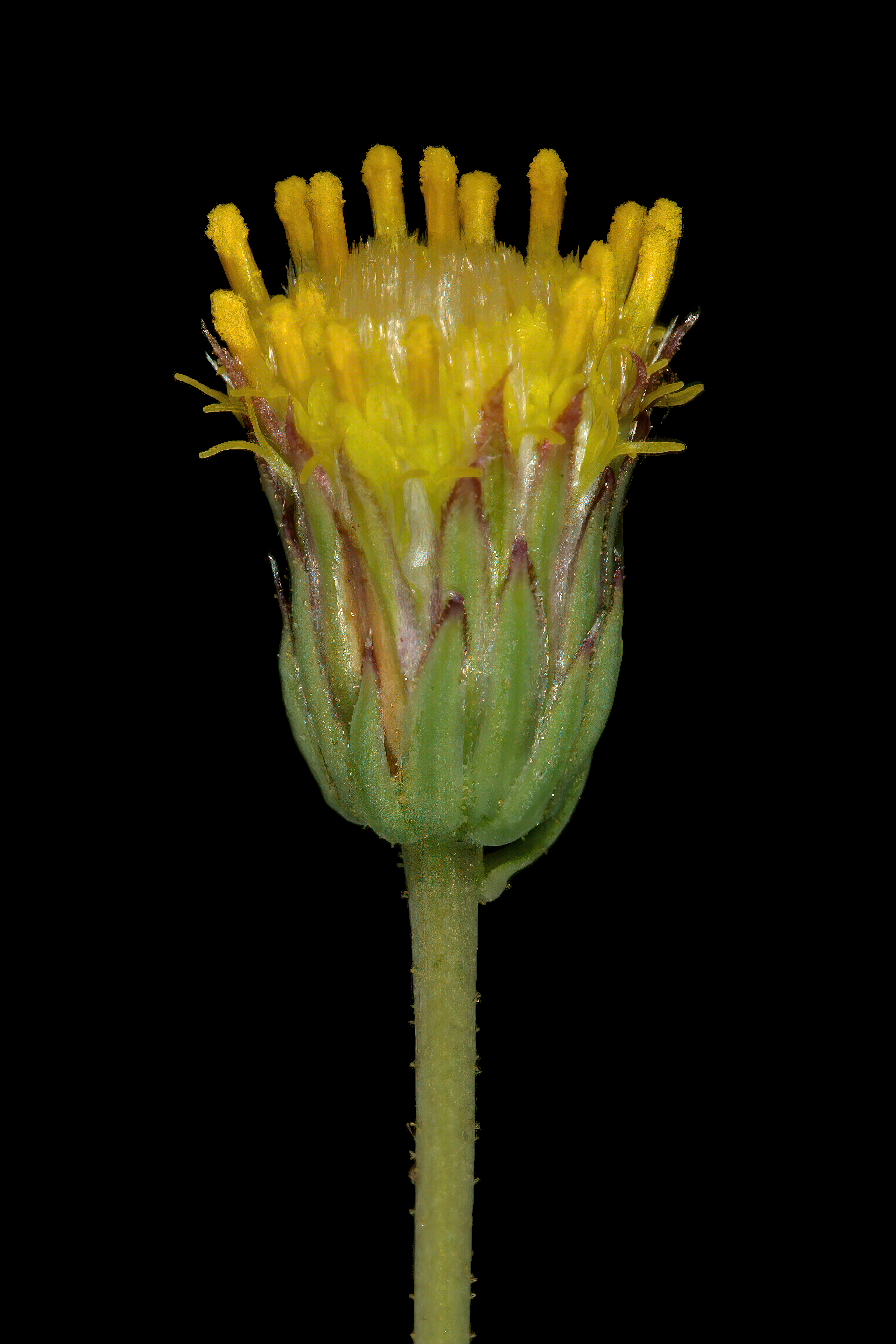
I fiori
Nolletia ciliaris

Portamento. Le specie di questa sottotribù sono erbe (a ciclo biologico annuale o perenne) o arbusti o alberi. L'indumento può essere strigoso (pelosità volta in un unico verso), irsuto (peli ispidi), villoso (peli lunghi e morbidi) o lanoso (copertura con un vello simile alla lana).
Fusto. La parte aerea in genere è eretta, semplice o ramosa. 
Foglie. Le foglie in genere sono disposte in modo alternato o opposto, picciolate o sessili. La lamina è intera, raramente è lobata; i bordi sono continui o dentati. La superficie può essere glabra, pelosa o eventualmente ghiandolosa. Sono presenti specie ericoidi.
Infiorescenza. Le sinflorescenze sono solitarie che formate da diversi capolini raccolti in formazioni corimbose. Le infiorescenze vere e proprie sono composte da un capolino peduncolato di tipo radiato con fiori eterogami. I capolini sono formati da un involucro, con forme da cilindriche a campanulate, composto da diverse brattee, al cui interno un ricettacolo fa da base ai fiori di due tipi: fiori del raggio e fiori del disco. Le brattee, piatte, a consistenza erbacea e con bordi ialini, sono disposte in modo più o meno embricato su più serie. Il ricettacolo in genere è nudo ossia senza pagliette a protezione della base dei fiori; la forma è piatta o da convessa a conica.
Fiori.  I fiori sono tetra-ciclici (formati cioè da 4 verticilli: calice – corolla – androceo – gineceo) e pentameri (calice e corolla formati da 5 elementi). Si distinguono in:
- fiori del raggio (esterni): sono femminili e sono disposti su una sola serie; la forma è ligulata (zigomorfa);
- fiori del disco (centrali): sono più numerosi con forme tubulose (attinomorfe); sono ermafroditi o (raramente) funzionalmente maschili.

- Formula fiorale:

*/x K {\displaystyle \infty }, [C (5), A (5)], G 2 (infero), achenio
- Calice: i sepali del calice sono ridotti ad una coroncina di squame.

- Corolla: la forma della corolla alla base è più o meno imbutiforme, mentre all'apice è ligulata a 5 (raramente 3) denti (i fiori del raggio) o tubolare con 5 (raramente 4) lobi (i fiori del disco); i lobi, patenti o eretti, hanno una forma deltata o più o meno lanceolata. I colori della corolla sono giallo (i fiori del disco) e bianco o blu (i fiori del raggio).

- Androceo: l'androceo è formato da 5 stami sorretti da filamenti generalmente liberi; gli stami sono connati e formano un manicotto circondante lo stilo; le teche (produttrici del polline) alla base sono troncate e sono lievemente auricolate (molto raramente sono speronate o hanno una coda); le appendici apicali delle antere hanno delle forme piatte e lanceolate; il tessuto endoteciale (rivestimento interno dell'antera) è quasi sempre polarizzato (con due superfici distinte: una verso l'esterno e una verso l'interno). Il polline è sferico con un diametro medio di circa 25 micron;  è tricolporato (con tre aperture sia di tipo a fessura che tipo isodiametrica o poro) ed è echinato (con punte sporgenti).[12][14]

- Gineceo: l'ovario è infero uniloculare formato da 2 carpelli.[8] Lo stilo (il recettore del polline) è profondamente bifido (con due stigmi divergenti) e con le linee stigmatiche marginali separate.[15] I due bracci dello stilo hanno una forma da lanceolata a deltoide e possono essere papillosi o ricoperti da ciuffi di peli. Lo stilo dei fiori del raggio è supinato.

Frutti. I frutti sono degli acheni con pappo (ramente è assente); in alcune specie è presente un certo dimorfismo (gli acheni dei fiori del raggio differiscono dagli acheni dei fiori del disco);
- achenio: gli acheni, con forme obovate, sono lateralmente compressi con due nervature longitudinali; la superficie normalmente è cosparsa da setole, qualche volta ghiandolose; la parete dell'achenio è formata da celle contenenti rafidi ma prive di fitomelanina; il carpoforo normalmente è anulare; in alcuni casi sulla superficie del frutto sono presenti delle setole con punte a forma di ancora;
- pappo: il pappo è formato da 1 - 2 serie di setole finemente barbate o (più raramente) da scaglie.

## Biologia
Impollinazione: l'impollinazione avviene tramite insetti (impollinazione entomogama tramite farfalle diurne e notturne).

Riproduzione: la fecondazione avviene fondamentalmente tramite l'impollinazione dei fiori (vedi sopra).

Dispersione: i semi (gli acheni) cadendo a terra sono successivamente dispersi soprattutto da insetti tipo formiche (disseminazione mirmecoria). In questo tipo di piante avviene anche un altro tipo di dispersione: zoocoria. Infatti gli uncini delle brattee dell'involucro (se presenti) si agganciano ai peli degli animali di passaggio disperdendo così anche su lunghe distanze i semi della pianta. Inoltre per merito del pappo il vento può trasportare i semi anche a distanza di alcuni chilometri (disseminazione anemocora).

## Distribuzione e habitat
L'habitat è vario e dipende dalla fascia climatica (tropicale o subtropicale o mediterranea). Le specie di questo gruppo in maggioranza sono distribuire in Africa (e in parte in Asia). 

## Sistematica
La famiglia di appartenenza di questa voce (Asteraceae o Compositae, nomen conservandum) probabilmente originaria del Sud America, è la più numerosa del mondo vegetale, comprende oltre 23.000 specie distribuite su 1.535 generi, oppure 22.750 specie e 1.530 generi secondo altre fonti (una delle checklist più aggiornata elenca fino a 1.679 generi). La famiglia attualmente (2021) è divisa in 16 sottofamiglie; la sottofamiglia Asteroideae è una di queste e rappresenta l'evoluzione più recente di tutta la famiglia.

### Filogenesi
Il gruppo di questa voce è descritto nella tribù Astereae, una delle 21 tribù della sottofamiglia Asteroideae). Da un punto di vista filogenetico, la tribù Astereae fa parte del supergruppo (o sottofamiglia) "Asteroideae grade"; l'altro è il supergruppo "Non-Asteroideae" contenente il resto delle sottofamiglie delle Asteraceae. All'interno del supergruppo è vicina alle tribù Senecioneae, Calenduleae, Gnaphalieae e Anthemideae.
I caratteri più notevoli della tribù Astereae sono: la base delle antere sono prive di code e non sono calcarate (speronate); le linee stigmatiche dei bracci dello stilo sono totalmente separate; i due bracci dello stilo hanno una forma breve o allungata da lanceolata a deltoide e possono essere papillosi o ricoperti da ciuffi di peli (all'esterno, mentre all'interno sono glabri). La distribuzione della maggior parte delle specie di questo gruppo è nelle regioni temperate nord e sud.
In base alle ultime ricerche nella tribù sono stati individuati (provvisoriamente) 5 principali lignaggi:
- Basal grade: include alcuni generi isolati, il gruppo "South American-Oceania",  alcune sottotribù africane e il gruppo dei generi legnosi del Madagascar.
- Bellis lineage: comprende le sottotribù eurasiatiche e una sottotribù africana.
- Aster lineage: include i generi asiatici di Asterinae e i principali gruppi dell'Australia e dell'Oceania.
- Baccharis lineage: include alcuni gruppi sudamericani.
- North American lineage: include la vasta gamma di sottotribù del Nordamerica, Messico e alcuni gruppi distribuiti nel Sudamerica.

La sottotribù di questa voce è inclusa nel lignaggio "Basal grade" e nel sottogruppo-areale dell'"Africa/Madagascar/Asia sud-est" insieme alle sottotribù Afroasterinae - Denekiinae - Eschenbachiinae - Madagasterinae - Mairiinae - Printziinae - Pteroniinae.
La sottotribù è suddivisa in due gruppi:
A) Amellus group: è il gruppo principale (o continentale) e comprende la maggior parte dei generi.
B) Commidendrum group: comprende solamente due generi (Commidendrum - Melanodendron) endemici dell'isola di St. Helena.
Il cladogramma seguente, tratto dallo studio citato e semplificato, mostra una possibile configurazione filogenetica della sottotribù.
|  | Commidendrum  |
|  |               |
|  | Melanodendron |
|  |               |

|  | Polyarrhena                |
|  |                            |
|  | Zyrphelis                  |
|  |                            |
|  | Felicia sect. Lignofelicia |
|  |                            |

|  | Felicia amellinoides |
|  |                      |
|  | Amellus              |
|  |                      |

|  | \| \| Felicia sect. Felicia \| \| \| \| \| \| Nolletia \| \| \| \| |
|  |                                                                    |
|  | Chrysocoma                                                         |
|  |                                                                    |
|  | Felicia sect. Felicia                                              |
|  |                                                                    |
|  | Nolletia                                                           |
|  |                                                                    |

|  | Felicia sect. Felicia |
|  |                       |
|  | Nolletia              |
|  |                       |

|  | \| \| Felicia sect. Felicia \| \| \| \| \| \| Nolletia \| \| \| \| |
|  |                                                                    |
|  | Chrysocoma                                                         |
|  |                                                                    |
|  | Felicia sect. Felicia                                              |
|  |                                                                    |
|  | Nolletia                                                           |
|  |                                                                    |

|  | Felicia sect. Felicia |
|  |                       |
|  | Nolletia              |
|  |                       |

|  | Felicia amellinoides |
|  |                      |
|  | Amellus              |
|  |                      |

|  | \| \| Felicia sect. Felicia \| \| \| \| \| \| Nolletia \| \| \| \| |
|  |                                                                    |
|  | Chrysocoma                                                         |
|  |                                                                    |
|  | Felicia sect. Felicia                                              |
|  |                                                                    |
|  | Nolletia                                                           |
|  |                                                                    |

|  | Felicia sect. Felicia |
|  |                       |
|  | Nolletia              |
|  |                       |

|  | \| \| Felicia sect. Felicia \| \| \| \| \| \| Nolletia \| \| \| \| |
|  |                                                                    |
|  | Chrysocoma                                                         |
|  |                                                                    |
|  | Felicia sect. Felicia                                              |
|  |                                                                    |
|  | Nolletia                                                           |
|  |                                                                    |

|  | Felicia sect. Felicia |
|  |                       |
|  | Nolletia              |
|  |                       |

|  | Polyarrhena                |
|  |                            |
|  | Zyrphelis                  |
|  |                            |
|  | Felicia sect. Lignofelicia |
|  |                            |

|  | Felicia amellinoides |
|  |                      |
|  | Amellus              |
|  |                      |

|  | \| \| Felicia sect. Felicia \| \| \| \| \| \| Nolletia \| \| \| \| |
|  |                                                                    |
|  | Chrysocoma                                                         |
|  |                                                                    |
|  | Felicia sect. Felicia                                              |
|  |                                                                    |
|  | Nolletia                                                           |
|  |                                                                    |

|  | Felicia sect. Felicia |
|  |                       |
|  | Nolletia              |
|  |                       |

|  | \| \| Felicia sect. Felicia \| \| \| \| \| \| Nolletia \| \| \| \| |
|  |                                                                    |
|  | Chrysocoma                                                         |
|  |                                                                    |
|  | Felicia sect. Felicia                                              |
|  |                                                                    |
|  | Nolletia                                                           |
|  |                                                                    |

|  | Felicia sect. Felicia |
|  |                       |
|  | Nolletia              |
|  |                       |

|  | Felicia amellinoides |
|  |                      |
|  | Amellus              |
|  |                      |

|  | \| \| Felicia sect. Felicia \| \| \| \| \| \| Nolletia \| \| \| \| |
|  |                                                                    |
|  | Chrysocoma                                                         |
|  |                                                                    |
|  | Felicia sect. Felicia                                              |
|  |                                                                    |
|  | Nolletia                                                           |
|  |                                                                    |

|  | Felicia sect. Felicia |
|  |                       |
|  | Nolletia              |
|  |                       |

|  | \| \| Felicia sect. Felicia \| \| \| \| \| \| Nolletia \| \| \| \| |
|  |                                                                    |
|  | Chrysocoma                                                         |
|  |                                                                    |
|  | Felicia sect. Felicia                                              |
|  |                                                                    |
|  | Nolletia                                                           |
|  |                                                                    |

|  | Felicia sect. Felicia |
|  |                       |
|  | Nolletia              |
|  |                       |

|  | Commidendrum  |
|  |               |
|  | Melanodendron |
|  |               |

|  | Polyarrhena                |
|  |                            |
|  | Zyrphelis                  |
|  |                            |
|  | Felicia sect. Lignofelicia |
|  |                            |

|  | Felicia amellinoides |
|  |                      |
|  | Amellus              |
|  |                      |

|  | \| \| Felicia sect. Felicia \| \| \| \| \| \| Nolletia \| \| \| \| |
|  |                                                                    |
|  | Chrysocoma                                                         |
|  |                                                                    |
|  | Felicia sect. Felicia                                              |
|  |                                                                    |
|  | Nolletia                                                           |
|  |                                                                    |

|  | Felicia sect. Felicia |
|  |                       |
|  | Nolletia              |
|  |                       |

|  | \| \| Felicia sect. Felicia \| \| \| \| \| \| Nolletia \| \| \| \| |
|  |                                                                    |
|  | Chrysocoma                                                         |
|  |                                                                    |
|  | Felicia sect. Felicia                                              |
|  |                                                                    |
|  | Nolletia                                                           |
|  |                                                                    |

|  | Felicia sect. Felicia |
|  |                       |
|  | Nolletia              |
|  |                       |

|  | Felicia amellinoides |
|  |                      |
|  | Amellus              |
|  |                      |

|  | \| \| Felicia sect. Felicia \| \| \| \| \| \| Nolletia \| \| \| \| |
|  |                                                                    |
|  | Chrysocoma                                                         |
|  |                                                                    |
|  | Felicia sect. Felicia                                              |
|  |                                                                    |
|  | Nolletia                                                           |
|  |                                                                    |

|  | Felicia sect. Felicia |
|  |                       |
|  | Nolletia              |
|  |                       |

|  | \| \| Felicia sect. Felicia \| \| \| \| \| \| Nolletia \| \| \| \| |
|  |                                                                    |
|  | Chrysocoma                                                         |
|  |                                                                    |
|  | Felicia sect. Felicia                                              |
|  |                                                                    |
|  | Nolletia                                                           |
|  |                                                                    |

|  | Felicia sect. Felicia |
|  |                       |
|  | Nolletia              |
|  |                       |

|  | Polyarrhena                |
|  |                            |
|  | Zyrphelis                  |
|  |                            |
|  | Felicia sect. Lignofelicia |
|  |                            |

|  | Felicia amellinoides |
|  |                      |
|  | Amellus              |
|  |                      |

|  | \| \| Felicia sect. Felicia \| \| \| \| \| \| Nolletia \| \| \| \| |
|  |                                                                    |
|  | Chrysocoma                                                         |
|  |                                                                    |
|  | Felicia sect. Felicia                                              |
|  |                                                                    |
|  | Nolletia                                                           |
|  |                                                                    |

|  | Felicia sect. Felicia |
|  |                       |
|  | Nolletia              |
|  |                       |

|  | \| \| Felicia sect. Felicia \| \| \| \| \| \| Nolletia \| \| \| \| |
|  |                                                                    |
|  | Chrysocoma                                                         |
|  |                                                                    |
|  | Felicia sect. Felicia                                              |
|  |                                                                    |
|  | Nolletia                                                           |
|  |                                                                    |

|  | Felicia sect. Felicia |
|  |                       |
|  | Nolletia              |
|  |                       |

|  | Felicia amellinoides |
|  |                      |
|  | Amellus              |
|  |                      |

|  | \| \| Felicia sect. Felicia \| \| \| \| \| \| Nolletia \| \| \| \| |
|  |                                                                    |
|  | Chrysocoma                                                         |
|  |                                                                    |
|  | Felicia sect. Felicia                                              |
|  |                                                                    |
|  | Nolletia                                                           |
|  |                                                                    |

|  | Felicia sect. Felicia |
|  |                       |
|  | Nolletia              |
|  |                       |

|  | \| \| Felicia sect. Felicia \| \| \| \| \| \| Nolletia \| \| \| \| |
|  |                                                                    |
|  | Chrysocoma                                                         |
|  |                                                                    |
|  | Felicia sect. Felicia                                              |
|  |                                                                    |
|  | Nolletia                                                           |
|  |                                                                    |

|  | Felicia sect. Felicia |
|  |                       |
|  | Nolletia              |
|  |                       |

I caratteri distintivi delle specie di questa sottotribù sono:
- le foglie sono disposte in modo alternato o opposto;
- gli acheni sono compressi;
- il numero cromosomico di base è n = 9 e ridotti;
- la distribuzione è africana e Asia (centrale e sud-est).

Il numero cromosomico delle specie di questo gruppo è: 2n = 18 (che può essere ridotto a 16, 12 e 10).

### Composizione della sottotribù
La sottotribù Homochrominae comprende 13 generi e 177 specie.
| Genere                            | N. specie                                         | Distribuzione                                                 | Caratteri più significativi | Numeri cromosomici              | Fiori |
| --------------------------------- | ------------------------------------------------- | ------------------------------------------------------------- | --- | ------------------------------- | ----- |
| Amellus L., 1759                  | 12                                                | Africa meridionale                                            | Il ricettacolo ha le pagliette e sono acuminate |                                 |       |
| Chrysocoma L., 1753               | 22                                                | Africa meridionale e Yemen                                    | Le foglie hanno una disposizione alternata. - Le sinflorescenze sono corimbose. - Le corolle sono gialle e prive delle ghiandole resinose sui lobi                                                                |                                 |       |
| Commidendrum Burch. ex. DC., 1833 | 4                                                 | Isola di St. Helena                                           | Il portamento è arbustivo o arboreo. - Il ricettacolo ha delle pagliette pelose. - Si tratta di un endemismo dell'isola di St. Helena                                                                             |                                 |       |
| Engleria O.Hoffm., 1888           | 2                                                 | Angola e Namibia                                              | I capolini sono omogami. - I fiori del raggio sono assenti. - Le ali degli acheni contengono condotti resinosi.                                                                                                   |                                 |       |
| Felicia Cass., 1818               | 86                                                | Africa (meridionale, centrale e orientale) e Penisola Arabica | La disposizione delle foglie può essere alternata o opposta. - Le appendici dello stilo dei fiori del disco sono papillose. - Le antere sono troncate alla base. - Il pappo non è piumoso.                        | 2n = 18 (ridotto a 16, 12 e 10) |       |
| Heteromma Benth., 1873            | 2                                                 | Sudafrica                                                     | Il portamento delle specie di questo genere è erbaceo eretto perenne. - Gli acheni non sono alati. - Il pappo (libero alla base) è formato da numerose ineguali snelle e decidue setole di sposte su 2 - 3 serie. |                                 |       |
| Jeffreya Cabrera, 1978            | 2                                                 | Africa centrale                                               | Il ricettacolo è privo di pagliette, oppure sono presenti alcune piccole decidue scaglie. - Il pappo è assente o è presente solamente un piccolo anello apicale.                                                  |                                 |       |
| Melanodendron DC., 1836.          | Una specie: Melanodendron integrifolium DC., 1836 | Isola di St. Helena                                           | Il portamento è arbustivo o arboreo. - L'"indumentum" spesso si presenta con peli nerastri. - Si tratta di un endemismo dell'isola di St. Helena.                                                                 |                                 |       |
| Nolletia Cass., 1825              | 14                                                | Africa meridionale e nord-occidentale                         | Le foglie hanno una disposizione alternata. - I fiori del disco sono ermafroditi o funzionalmente maschili. - Le facce dell'achenio appaiono butterate e ghiandolose.                                             |                                 |       |
| Poecilolepis Grau, 1977           | 2                                                 | Sudafrica                                                     | Le appendici dello stilo dei fiori del disco hanno una pubescenza a forma di anello alla base. - Le antere alla base sono leggermente auricolate.                                                                 |                                 |       |
| Polyarrhena Cass., 1826           | 4                                                 | Sudafrica                                                     | I lembi dei fiori del disco hanno delle sfumature porporine. - Gli acheni sono abbrunati con facce lisce e collare ossuto. - Il pappo è fatto di setole scabre.                                                   | 2n = 18                         |       |
| Roodebergia B.Nord., 2002         | Una specie: Roodebergia kitamurana B.Nord., 2002  | Sudafrica                                                     | Le foglie hanno una disposizione opposta. - I capolini sono solitari. - La corolla è colorata di porpora con margini ghiandolosi-resinosi.                                                                        |                                 |       |
| Zyrphelis Cass., 1829             | 25                                                | Angola e Sudafrica                                            | La superficie degli acheni è strigosa-sericea con setole lunghe e filiformi. - Il pappo è composto da 8 - 12 setole.                                                                                              |                                 |       |

#### Visione sinottica della sottotribù
L’elenco seguente utilizza in parte il sistema delle chiavi analitiche e vengono indicate solamente quelle caratteristiche utili a distinguere un taxon dall'altro:
- Amellus group: la distribuzione non è insulare;
  - 1A: nel ricettacolo sono presenti delle pagliette acuminate;

genere Amellus
- 1B: il ricettacolo è nudo (senza pagliette), oppure sono presenti solamente alcune piccole decidue scaglie;

- 2A: gli acheni sono privi del pappo, oppure è presente solamente un piccolo anello apicale;

genere Jeffreya
- 2B: il pappo è formato da poche o molte setole; le piante sono erbe annuali o arbusti perenni; le setole del pappo non sono connate alla base (o lo sono scarsamente); la distribuzione è relativa per lo più all'Africa (alcune specie di Felicia si trovano in Arabia, mentre le specie di Nolletia si trovano in Spagna);

- 3A: i capolini sono per lo più omogamici e privi dei fiori del disco;

- 4A: le foglie sono disposte in modo alternato; le infiorescenze sono di tipo corimboso; le corolle dei fiori sono gialle e i lobi sono privi di ghiandole resinose;

genere Chrysocoma
- 4B: le foglie sono disposte in modo opposto; i capolini sono solitari; le corolle dei fiori sono violacee con ghiandole resinose;

genere Roodebergia
- 3B: i capolini sono eterogamici e normalmente sono presenti i fiori del disco;

- 5A: le ali degli acheni contengono condotti resiniferi;

genere Engleria
- 5B: gli acheni sono privi di ali;

- 6A: le foglie sono disposte in modo alterno o opposto; i capolini sono solitari con peduncoli eretti; i fiori del disco sono ermafroditi o a volte funzionalmente maschili; i pappo non è mai piumoso;

- 7A: gli stigmi dello stilo dei fiori del disco sono poco papillosi e in modo uniforme; le antere sono troncate alla base;

genere Felicia
- 7B: alla base degli stigmi dello stilo dei fiori del disco è presente una anello pubescente; le antere sono leggermente auricolate alla base;

genere Poecilolepis
- 6B: le foglie sono disposte in modo alterno; i capolini sono solitari con peduncoli eretti o raggruppati; i fiori del disco sono a volte funzionalmente maschili e un po' meno ermafroditi; il pappo a volte può essere piumoso;

- 8A: le superficie degli acheni sono butterate e glandulose; i fiori del disco sono ermafroditi o funzionalmente maschili;

genere Nolletia
- 8B: le superficie degli acheni sono lisce o minutamente gobbose; i fiori del disco sono funzionalmente maschili;

- 9A: gli acheni sono colorati di bruno chiaro con facce lisce e un collare osseo apicale; il pappo si compone di setole scabre; i lobi della corolla dei fiori del raggio sulla parte superiore hanno una venatura viola;

genere Polyarrhena
- 9B: gli acheni sono colorati di nero con facce minutamente gobbose e senza un collare osseo apicale; il pappo si compone di setole da piumose a scabre; i lobi della corolla dei fiori del raggio non hanno una venatura viola;

genere Zyrphelis
- Commidendrum group: gruppo endemico dell'isola di St. Helena con portamenti arbustivi o arborei;
  - 1A: le brattee sono pelose:

genere Commidendrum  Burch. ex DC.
- 1B: le piante spesso hanno dei peli nerastri;

genere Melanodendron   DC.

### Generi esclusi per riclassificazione
In base alla precedente tassonomia della sottotribù le seguenti entità sono state trasferite:
- Genere Chamaegeron  Schrenk: trasferito nella sottotribù Chamaegerinae).
- Genere Lachnophyllum Bunge: trasferito nella sottotribù Chamaegerinae).